# Saint-Brieuc
Saint-Brieuc é uma comuna francesa na região administrativa da Bretanha, no departamento Côtes-d'Armor. Estende-se por uma área de 21,88 km². Em 2010, a comuna tinha 45.721 habitantes, com uma densidade populacional de 2.089,6 habitantes por km².

## Tour de France

### Chegadas
- 1995 :  Jacky Durand
- 2008 :  Filippo Pozzato
- 2008 :  Thor Hushovd